# FIFPro
Fédération Internationale des Associations de Footballeurs Professionnels (česky - Mezinárodní federace profesionálních fotbalistů), známá pod zkratkou FIFPro, je celosvětová organizace zastupující 65 000 profesionálních fotbalových hráčů. Sídlí v nizozemském Hoofddorpu a skládá se z 58 národních asociací hráčů (včetně české). Kromě toho jsou tři kandidáti a sedm pozorovatelů.
Nejvíce známá je díky vyhlašování ankety FIFPro World XI, pořádání mistrovství pro hráče bez angažmá a udělování práv na použití jmen a podob skutečných hráčů v počítačových hrách.

## Stručná historie
15. prosince 1965 se zástupci francouzské, skotské, anglické, italské a nizozemské asociace hráčů setkali v Paříži s cílem založit mezinárodní federaci pro fotbalisty.
V posledních letech, FIFPro se rozrostla z evropské organizace do globální sítě. FIFPro udělal mnoho pro podporu zemí na jiných kontinentech - Asie/Oceánie, Afriky a Jižní Ameriky – v jejich úsilí o vytvoření hráčské asociace. V říjnu 2012 FIFPro přivítala asociase fotbalistů z Chorvatska, České republiky, Černé Hory a Ukrajiny jako její nejnovější členy.

## Přestupy
FIFPro byla na straně Jeana-Marca Bosmana při boji o právo přestoupit po konci smlouvy bez odstupného, který byl nakonec vítězný.Přestupy jsou však dodnes palčivým tématem.
Přestupová pravidla FIFA a jejich aplikace v praxi však dodnes stále brání hráčům v jejich svobodě pohybu a kariéra většiny fotbalistů je tak vydána na milost a nemilost jejich zaměstnavatelů. "Tréninkové kompenzace, které porušují rozhodnutí v případu Bernard, nereciproční kalkulace kompenzací v případě porušení smlouvy nebo svévolné prodlužování ochranné lhůty představují jen několik způsobů, jak je záměrně omezována svoboda pohybu hráčů.“

## Vedení
Rada FIFPro se skládá z jedenácti členů, včetně předsedy. 
Seznam členů rady:
Předseda: Philippe Piat (UNFP, Francie)
Místopředsedové: Brendan Schwab (PFA, Austrálie), Luis Rubiales (AFE, Španělsko)
Náměstek místopředsedy: Rinaldo Martorelli (Fenapaf/Sapesp, Brazílie)
Členové představenstva Bobby Barnes (PAA, Anglie), Louis Everard (VVCS, Nizozemsko), Leonardo Grosso (AIC, Itálie), David Mayébi, (AFC, Kamerun), Mads Øland, (Spillerforeningen, Dánsko), Fernando Revilla (SAFAP, Peru), Dejan Stefanovic (OTOČENÍ, Slovinsko),
Generální sekretář: Theo van Seggelen (Nizozemsko)

## Členové
Společnost byla založena 15. prosince 1965, FIFPro má 58 řádných členů, 2 kandidátské členů a 5 pozorovatelů.  

## FIFA FIFPro World XI
Každý rok od roku 2005 FIFPro zval všechny profesionální fotbalisty na světě sestavit nejlepší tým roku a jmenovat FIFPro World XI. V roce 2009 probíhá anketa ve spolupráci s FIFA a jmenuje se FIFA FIFPro World XI. Je to jediná celosvětová anketa tohoto druhu. Každý rok v září je rozesláno přibližně 45 000 hlasovacích lístků, které jsou členy FIFPro nebo kandidátskými členy, kteří jsou pak požádáni, aby distribuovaly dotazníky mezi všechny profesionální fotbalisty v jejich zemích. V říjnu jsou tyto dotazníky zaslány do sídla FIFPro. Na konci listopadu FIFPro a FIFA společně oznámí 55členný užší výběr který se skládá z 5 brankářů, 20 obránců, 15 záložníků a 15 útočníků.
V lednu jsou hlasy spočítány a FIFA FIFPro World XI je odhalena ve FIFA Ballon d ' Or ceremoniálu v Curychu (Švýcarsko).

### Vítězové
Hráči, kteří jsou označení tučně, vyhráli FIFA Světový hráč roku (2005-2009) nebo FIFA Ballon d'Or (2010–současnost) v daný rok.
| Sezona | Brankář                                             | Obránci | Záložníci | Útočnícirds |
| ------ | --------------------------------------------------- | --- | --- | --- |
| 2005   | Dida (AC Milán)                                     | Cafu (AC Milán) John Terry (Chelsea) Alessandro Nesta (AC Milán) Paolo Maldini (AC Milán)                                              | Frank Lampard (Chelsea) Zinédine Zidane (Real Madrid) Claude Makélélé (Chelsea)                                   | Ronaldinho (Barcelona) Samuel Eto'o (Barcelona) Andriy Shevchenko (AC Milán)                                                                                       |
| 2006   | Gianluigi Buffon (Juventus)                         | Lilian Thuram (Juventus/Barcelona) John Terry (Chelsea) Fabio Cannavaro (Juventus/Real Madrid) Gianluca Zambrotta (Juventus/Barcelona) | Zinedine Zidane (Real Madrid) Kaká (AC Milán) Andrea Pirlo (AC Milán)                                             | Ronaldinho (Barcelona) Samuel Eto'o (Barcelona) Thierry Henry (Arsenal)                                                                                            |
| 2007   | Gianluigi Buffon (Juventus)                         | Alessandro Nesta (AC Milán) Fabio Cannavaro (Real Madrid) John Terry (Chelsea) Carles Puyol (Barcelona)                                | Kaká (AC Milán) Cristiano Ronaldo (Manchester United) Steven Gerrard (Liverpool)                                  | Ronaldinho (Barcelona) Didier Drogba (Chelsea) Lionel Messi (Barcelona)                                                                                            |
| 2008   | Iker Casillas (Real Madrid)                         | Sergio Ramos (Real Madrid) Carles Puyol (Barcelona) John Terry (Chelsea) Rio Ferdinand (Manchester United)                             | Kaká (AC Milán) Xavi (Barcelona) Steven Gerrard (Liverpool)                                                       | Cristiano Ronaldo (Manchester United) Fernando Torres (Liverpool) Lionel Messi (Barcelona)                                                                         |
| 2009   | Iker Casillas (Real Madrid)                         | Dani Alves (Barcelona) John Terry (Chelsea) Nemanja Vidić (Manchester United) Patrice Evra (Manchester United)                         | Andrés Iniesta (Barcelona) Xavi (Barcelona) Steven Gerrard (Liverpool)                                            | Cristiano Ronaldo (Manchester United/Real Madrid) Fernando Torres (Liverpool) Lionel Messi (Barcelona)                                                             |
| 2010   | Iker Casillas (Real Madrid)                         | Maicon (Inter Milán) Lúcio (Inter Milán) Gerard Piqué (Barcelona) Carles Puyol (Barcelona)                                             | Andrés Iniesta (Barcelona) Xavi (Barcelona) Wesley Sneijder (Inter Milán)                                         | Cristiano Ronaldo (Real Madrid) David Villa (Valencia/Barcelona) Lionel Messi (Barcelona)                                                                          |
| 2011   | Iker Casillas (Real Madrid)                         | Sergio Ramos (Real Madrid) Gerard Piqué (Barcelona) Nemanja Vidić (Manchester United) Dani Alves (Barcelona)                           | Andrés Iniesta (Barcelona) Xavi (Barcelona) Xabi Alonso (Real Madrid)                                             | Cristiano Ronaldo (Real Madrid) Wayne Rooney (Manchester United) Lionel Messi (Barcelona)                                                                          |
| 2012   | Iker Casillas (Real Madrid)                         | Sergio Ramos (Real Madrid) Marcelo (Real Madrid) Gerard Piqué (Barcelona) Dani Alves (Barcelona)                                       | Xabi Alonso (Real Madrid) Andrés Iniesta (Barcelona) Xavi (Barcelona)                                             | Lionel Messi (Barcelona) Radamel Falcao (Atlético Madrid) Cristiano Ronaldo (Real Madrid)                                                                          |
| 2013   | Manuel Neuer (Bayern Mnichov)                       | Philipp Lahm (Bayern Mnichov) Sergio Ramos (Real Madrid) Thiago Silva (Paris Saint-Germain) Dani Alves (Barcelona)                     | Andrés Iniesta (Barcelona) Xavi (Barcelona) Franck Ribéry (Bayern Mnichov)                                        | Cristiano Ronaldo (Real Madrid) Zlatan Ibrahimović (Paris Saint-Germain) Lionel Messi (Barcelona)                                                                  |
| 2014   | Manuel Neuer (Bayern Mnichov)                       | Philipp Lahm (Bayern Mnichov) Sergio Ramos (Real Madrid) Thiago Silva (Paris Saint-Germain) David Luiz (Chelsea/Paris Saint-Germain)   | Andrés Iniesta (Barcelona) Toni Kroos (Bayern Mnichov/Real Madrid) Ángel Di María (Real Madrid/Manchester United) | Cristiano Ronaldo (Real Madrid) Arjen Robben (Bayern Mnichov) Lionel Messi (Barcelona)                                                                             |
| 2015   | Manuel Neuer (Bayern Mnichov)                       | Sergio Ramos (Real Madrid) Marcelo (Real Madrid) Thiago Silva (Paris Saint-Germain) Dani Alves (Barcelona)                             | Andrés Iniesta (Barcelona) Luka Modrić (Real Madrid) Paul Pogba (Juventus)                                        | Lionel Messi (Barcelona) Neymar (Barcelona) Cristiano Ronaldo (Real Madrid)                                                                                        |
| 2016   | Manuel Neuer (Bayern Mnichov)                       | Marcelo (Real Madrid) Sergio Ramos (Real Madrid) Gerard Piqué (Barcelona) Dani Alves (Barcelona/Juventus)                              | Andrés Iniesta (Barcelona) Toni Kroos (Real Madrid) Luka Modrić (Real Madrid)                                     | Cristiano Ronaldo (Real Madrid) Luis Suárez (Barcelona) Lionel Messi (Barcelona)                                                                                   |
| 2017   | Gianluigi Buffon (Juventus)                         | Marcelo (Real Madrid) Sergio Ramos (Real Madrid) Leonardo Bonucci (Juventus/AC Milán) Dani Alves (Juventus/Paris Saint-Germain)        | Andrés Iniesta (Barcelona) Toni Kroos (Real Madrid) Luka Modrić (Real Madrid)                                     | Cristiano Ronaldo (Real Madrid) Neymar (Barcelona/Paris Saint-Germain) Lionel Messi (Barcelona)                                                                    |
| 2018   | David de Gea (Manchester United)                    | Marcelo (Real Madrid) Sergio Ramos (Real Madrid) Raphaël Varane (Real Madrid) Dani Alves (Paris Saint-Germain)                         | Eden Hazard (Chelsea) N'Golo Kanté (Chelsea) Luka Modrić (Real Madrid)                                            | Cristiano Ronaldo (Real Madrid/Juventus) Kylian Mbappé (Paris Saint-Germain) Lionel Messi (Barcelona)                                                              |
| 2019   | Alisson (Liverpool)                                 | Marcelo (Real Madrid) Sergio Ramos (Real Madrid) Virgil van Dijk (Liverpool) Matthijs de Ligt (Ajax/Juventus)                          | Eden Hazard (Chelsea/Real Madrid) Frenkie de Jong (Ajax/Barcelona) Luka Modrić (Real Madrid)                      | Cristiano Ronaldo (Juventus) Kylian Mbappé (Paris Saint-Germain) Lionel Messi (Barcelona)                                                                          |
| 2020   | Alisson (Liverpool)                                 | Trent Alexander-Arnold (Liverpool) Sergio Ramos (Real Madrid) Virgil van Dijk (Liverpool) Alphonso Davies (Bayern Mnichov)             | Joshua Kimmich (Bayern Mnichov) Kevin De Bruyne (Manchester City) Thiago (Bayern Mnichov/Liverpool)               | Cristiano Ronaldo (Juventus) Robert Lewandowski (Bayern Mnichov) Lionel Messi (Barcelona)                                                                          |
| 2021   | Gianluigi Donnarumma (AC Milán/Paris Saint-Germain) | David Alaba (Bayern Mnichov/Real Madrid) Leonardo Bonucci (Juventus) Rúben Dias (Manchester City)                                      | Jorginho (Chelsea) Kevin De Bruyne (Manchester City) N'Golo Kanté (Chelsea)                                       | Cristiano Ronaldo (Juventus/Manchester United) Erling Haaland (Borussia Dortmund) Robert Lewandowski (Bayern Mnichov) Lionel Messi (Barcelona/Paris Saint-Germain) |

#### Počet nominací podle hráče
| #   | Hráč              | Nominací | Roky                                                                                     | Klub(y)                                  |
| --- | ----------------- | -------- | ---------------------------------------------------------------------------------------- | ---------------------------------------- |
| 1.  | Cristiano Ronaldo | 15       | 2007, 2008, 2009, 2010, 2011, 2012, 2013, 2014, 2015, 2016, 2017, 2018, 2019, 2020, 2021 | Manchester United, Real Madrid, Juventus |
| 1.  | Lionel Messi      | 15       | 2007, 2008, 2009, 2010, 2011, 2012, 2013, 2014, 2015, 2016, 2017, 2018, 2019, 2020, 2021 | Barcelona, Paris Saint-Germain           |
| 3.  | Sergio Ramos      | 11       | 2008, 2011, 2012, 2013, 2014, 2015, 2016, 2017, 2018, 2019, 2020                         | Real Madrid                              |
| 4.  | Andrés Iniesta    | 9        | 2009, 2010, 2011, 2012, 2013, 2014, 2015, 2016, 2017                                     | Barcelona                                |
| 5.  | Dani Alves        | 8        | 2009, 2011, 2012, 2013, 2015, 2016, 2017, 2018                                           | Barcelona, Juventus, Paris Saint-Germain |
| 6.  | Xavi              | 6        | 2008, 2009, 2010, 2011, 2012, 2013                                                       | Barcelona                                |
| 6.  | Marcelo           | 6        | 2012, 2015, 2016, 2017, 2018, 2019                                                       | Real Madrid                              |
| 8.  | John Terry        | 5        | 2005, 2006, 2007, 2008, 2009                                                             | Chelsea                                  |
| 8.  | Iker Casillas     | 5        | 2008, 2009, 2010, 2011, 2012                                                             | Real Madrid                              |
| 8.  | Luka Modrić       | 5        | 2015, 2016, 2017, 2018, 2019                                                             | Real Madrid                              |
| 11. | Gerard Piqué      | 4        | 2010, 2011, 2012, 2016                                                                   | Barcelona                                |
| 11. | Manuel Neuer      | 4        | 2013, 2014, 2015, 2016                                                                   | Bayern Mnichov                           |
| 13. | Ronaldinho        | 3        | 2005, 2006, 2007                                                                         | Barcelona                                |
| 13. | Kaká              | 3        | 2006, 2007, 2008                                                                         | AC Milán                                 |
| 13. | Gianluigi Buffon  | 3        | 2006, 2007, 2017                                                                         | Juventus                                 |
| 13. | Steven Gerrard    | 3        | 2007, 2008, 2009                                                                         | Liverpool                                |
| 13. | Carles Puyol      | 3        | 2007, 2008, 2010                                                                         | Barcelona                                |
| 13. | Thiago Silva      | 3        | 2013, 2014, 2015                                                                         | Paris Saint-Germain                      |
| 13. | Toni Kroos        | 3        | 2014, 2016, 2017                                                                         | Bayern Mnichov, Real Madrid              |

#### Počet nominací podle klubu
| #   | Klub                | Nominací | Hráči |
| --- | ------------------- | -------- | --- |
| 1.  | Barcelona           | 55       | Lionel Messi (15), Iniesta (9), Xavi (6), Dani Alves (6), Piqué (4), Puyol (3), Ronaldinho (3), Eto'o (2), Neymar (2), Thuram (1), Villa (1), Zambrotta (1), Suárez (1), De Jong (1) |
| 2.  | Real Madrid         | 50       | Ramos (11), C. Ronaldo (10), Marcelo (6), Casillas (5), Modrić (5), Kroos (3), Zidane (2), Cannavaro (2), Alonso (2), Di María (1), Varane (1), Hazard (1), Alaba (1)                |
| 3.  | Juventus            | 16       | C. Ronaldo (4), Buffon (3), Dani Alves (2), Bonucci (2), Cannavaro (1), Pogba (1), Thuram (1), Zambrotta (1), De Ligt (1)                                                            |
| 4.  | Bayern Mnichov      | 15       | Neuer (4), Lahm (2), Lewandowski (2), Ribéry (1), Robben (1), Kroos (1), Thiago (1), Davies (1), Kimmich (1), Alaba (1)                                                              |
| 5.  | Chelsea             | 14       | Terry (5), Hazard (2), Kanté (2), Drogba (1), Lampard (1), Makélélé (1), David Luiz (1), Jorginho (1)                                                                                |
| 6.  | AC Milán            | 12       | Kaká (3), Nesta (2), Cafu (1), Dida (1), Maldini (1), Pirlo (1), Ševčenko (1), Bonucci (1), Donnarumma (1)                                                                           |
| 6.  | Paris Saint-Germain | 12       | Thiago Silva (3), Dani Alves (2), Mbappé (2), Ibrahimović (1), David Luiz (1), Neymar (1), Messi (1), Donnarumma (1)                                                                 |
| 8.  | Liverpool           | 11       | Gerrard (3), Torres (2), Alisson (2), Van Dijk (2), Alexander-Arnold (1), Thiago (1)                                                                                                 |
| 8.  | Manchester United   | 11       | C. Ronaldo (4), Vidić (2), Evra (1), Ferdinand (1), Rooney (1), Di María (1), De Gea (1)                                                                                             |
| 10. | Inter Milán         | 3        | Lúcio (1), Maicon (1), Sneijder (1) |
| 10. | Manchester City     | 3        | De Bruyne (2), Dias (1) |
| 12. | Ajax                | 2        | De Ligt (1), De Jong (1) |
| 13. | Arsenal             | 1        | Henry (1) |
| 13. | Atlético Madrid     | 1        | Falcao (1) |
| 13. | Borussia Dortmund   | 1        | Haaland (1) |
| 13. | Valencia            | 1        | Villa (1) |

#### Počet nominací podle národnosti
| #   | Stát              | Nominací | Hráči |
| --- | ----------------- | -------- | --- |
| 1.  | Španělsko         | 45       | Ramos (11), Iniesta (9), Xavi (6), Casillas (5), Piqué (4), Puyol (3), Alonso (2), Torres (2), Villa (1), De Gea (1), Thiago (1)                            |
| 2.  | Brazílie          | 32       | Dani Alves (8), Marcelo (6), Kaká (3), Ronaldinho (3), Thiago Silva (3), Neymar (2), Alisson (2), Cafu (1), David Luiz (1), Dida (1), Lúcio (1), Maicon (1) |
| 3.  | Argentina         | 16       | Messi (15), Di María (1) |
| 3.  | Portugalsko       | 16       | C. Ronaldo (15), Dias (1) |
| 5.  | Itálie            | 14       | Buffon (3), Nesta (2), Cannavaro (2), Bonucci (2), Maldini (1), Pirlo (1), Zambrotta (1), Donnarumma (1), Jorginho (1)                                      |
| 6.  | Francie           | 13       | Zidane (2), Mbappé (2), Kanté (2), Evra (1), Henry (1), Makélélé (1), Pogba (1), Ribéry (1), Thuram (1), Varane (1)                                         |
| 7.  | Anglie            | 12       | Terry (5), Gerrard (3), Ferdinand (1), Lampard (1), Rooney (1), Alexander-Arnold (1)                                                                        |
| 8.  | Německo           | 10       | Neuer (4), Kroos (3), Lahm (2), Kimmich (1) |
| 9.  | Nizozemsko        | 6        | Van Dijk (2), Robben (1), Sneijder (1), De Ligt (1), De Jong (1)                                                                                            |
| 10. | Chorvatsko        | 5        | Modrić (5) |
| 11. | Belgie            | 4        | Hazard (2), De Bruyne (2) |
| 12. | Kamerun           | 2        | Eto'o (2) |
| 12. | Polsko            | 2        | Lewandowski (2) |
| 12. | Srbsko            | 2        | Vidić (2) |
| 15. | Kanada            | 1        | Davies (1) |
| 15. | Kolumbie          | 1        | Falcao (1) |
| 15. | Pobřeží slonoviny | 1        | Drogba (1) |
| 15. | Norsko            | 1        | Haaland (1) |
| 15. | Švédsko           | 1        | Ibrahimović (1) |
| 15. | Ukrajina          | 1        | Ševčenko (1) |
| 15. | Uruguay           | 1        | Suárez (1) |

#### Počet nominací podle kontinentu
| #  | Kontinent       | Nominací | Státy |
| -- | --------------- | -------- | --- |
| 1. | Evropa          | 131      | Španělsko (45), Portugalsko (16), Itálie (14), Francie (13), Anglie (12), Německo (10), Nizozemsko (6), Chorvatsko (5), Belgie (4), Srbsko (2), Polsko (2), Švédsko (1), Norsko (1), Ukrajina (1) |
| 2. | Jižní Amerika   | 50       | Brazílie (32), Argentina (16), Kolumbie (1), Uruguay (1) |
| 3. | Afrika          | 3        | Kamerun (2), Pobřeží slonoviny (1) |
| 4. | Severní Amerika | 1        | Kanada (1) |

## FIFPro World Player of the Year
| Season | Player            | Team              | Notes  |
| ------ | ----------------- | ----------------- | ------ |
| 2005   | Ronaldinho        | Barcelona         | [ 25 ] |
| 2006   | Ronaldinho        | Barcelona         | [ 26 ] |
| 2007   | Kaká              | Milan             | [ 27 ] |
| 2008   | Cristiano Ronaldo | Manchester United | [ 28 ] |

FIFPro udělil toto ocenění mezi 2005-2008, v roce 2009 se ocenění sloučilo s FIFA World Player of the Year, po kterém následoval FIFA Ballon d ' Or v roce 2010.

## FIFPro mladý hráč roku
| Season | Player       | Team              | Notes  |
| ------ | ------------ | ----------------- | ------ |
| 2005   | Wayne Rooney | Manchester United | [ 25 ] |
| 2006   | Lionel Messi | Barcelona         | [ 26 ] |
| 2007   | Lionel Messi | Barcelona         | [ 27 ] |
| 2008   | Lionel Messi | Barcelona         | [ 30 ] |

FIFPro udělovala toto ocenění mezi 2005-2008.